# Црква Светог Пантелејмона у Клинцима
Црква Светог Пантелејмона у Клинцима, храм је из 17.-18. вијека и припада митрополији црногорско-приморској Српске православне цркве.
То је једна од пет православних црквава у Клинцима. У црквеној порти је гробље. Храм је грађен од камена, а реновиран је 1902. године, како пише на натпису изнад врата. На јужном и сјеверном зиду су по два прозора, а изнад врата је звоник на преслицу са једним звоном.

## Галерија
- Прилаз цркви
- Капија
- Натпис изнад врата: + ХРАМ ПОПРАВЉЕН 1902
- Дио гробља у порти цркве
- Један од старих гробова у порти. Гроб поморског капетана Петра Кршанца (1832.-1905)